# Waran papuaski
Waran papuaski, waran krokodylowy (Varanus salvadorii) – gatunek gada z rodziny waranowatych (Varanidae).

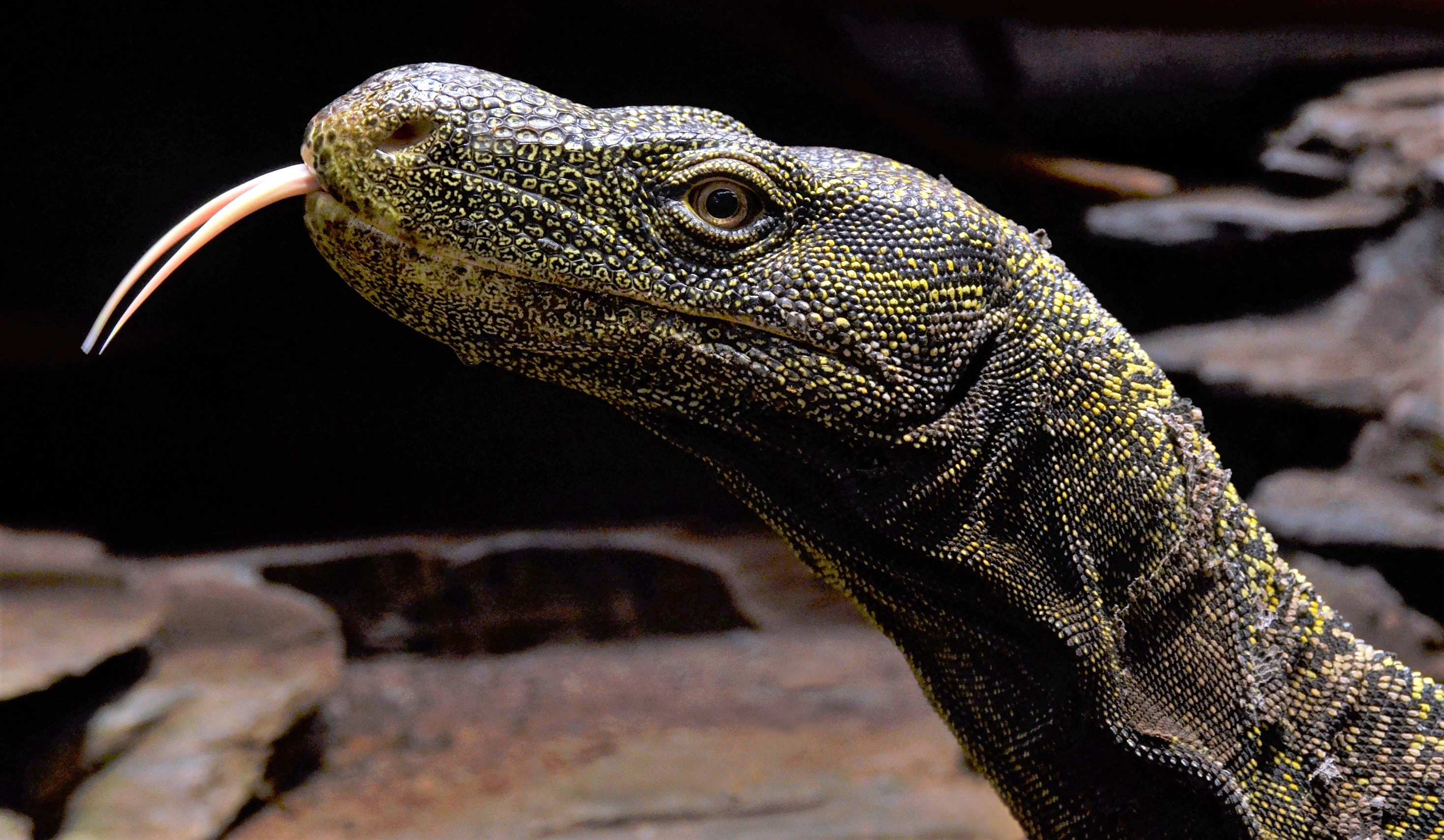
Osobnik sfotografowany w zoo

Jest to jedna z największych jaszczurek, niekiedy uznawana za najdłuższą. Największy udokumentowany okaz mierzył 2,65 m, ale istnieją niepotwierdzone stwierdzenia znacznie większych osobników, z których największy mierzył rzekomo 4,75 m. Waran papuaski jest mniej masywny niż waran z Komodo, jego masa jest znacznie mniejsza, ponieważ ogon stanowi ponad połowę całkowitej długości ciała. Żyje na Nowej Gwinei. Rozmnaża się jajorodnie.